# Sergio Pininfarina
Sergio Pininfarina (Turim, 8 de setembro de 1926 — Turim, 3 de julho de 2012) foi um empresário italiano e senador vitalício do seu país, nomeado pelo presidente Carlo Azeglio Ciampi em 23 de setembro de 2005.
Tornou-se Presidente da empresa automóvel Pininfarina depois da morte do seu pai, Battista Pininfarina, fundador da marca.
A empresa Pininfarina tornou-se famosa na década de 1930 pela elegância das carroçarias que elaboravam, sobretudo pelo desenho vanguardista, atingindo um sucesso que perdura até os dias de hoje.
Em 2007 foi incluído no Automotive Hall of Fame.